# Luhastensalo
Luhastensalo är en ö i Finland. Den ligger i sjön Kallavesi och i kommunen Kuopio i den ekonomiska regionen  Kuopio ekonomiska region  och landskapet Norra Savolax, i den centrala delen av landet, 300 km nordost om huvudstaden Helsingfors. Öns area är 87,2 hektar och dess största längd är 1,6 kilometer i sydöst-nordvästlig riktning.